# 小寺就武
小寺 就武（こでら なりたけ）は、戦国時代から安土桃山時代にかけての武将。毛利氏の家臣。父は小寺元武。弟に小寺元賢。

## 生涯
毛利氏家臣である小寺元武の嫡男として生まれる。
永禄7年（1564年）、前年に続いて尼子軍が再び伯耆河岡城の山田満重を攻撃したため、毛利元就は小寺元武を援軍として河岡城に派遣。この時、就武も父・元武に従って伯耆国へ出陣しており、元武・就武父子は吉川元春が派遣した境経俊や小早川隆景が派遣した末近宗久らと共に5月10日に河岡城へ入城した。
同年5月12日、毛利元就の要請により備中国から伯耆国に出陣していた三村家親が帰陣することとなり、河岡城に在城する毛利軍も河岡城を開城して立ち退くという話が持ち上がったが、元武・就武父子、末近宗久、境経俊らは河岡城の守りを固めた。
同年7月、尼子義久は因幡守護の山名豊数と協力して毛利方の東進を阻止するために因幡国と伯耆国の国境付近に兵を派遣したため、元就は因幡経略の必要上、伯耆国人・南条宗勝の援軍として伯耆河岡城に在城する元武・就武父子や伯耆由良嶋城の山田重直を派遣した。
元武・就武父子、吉賀頼貞、一条市介、土屋七郎左衛門らの毛利軍は山田重直や南条宗勝ら伯耆衆と共に因幡西部に侵入し、同年7月22日に山名豊数の支城である因幡鹿野城の麓における武田高信と尼子・山名連合軍の合戦で武田高信に味方して勝利を収め、鹿野城を占拠した。
同じ頃に山名惣領家である但馬守護の山名祐豊が因幡守護の山名豊数を援護するために但馬出石城を進発して因幡私部城に入城し、毛利氏と山名惣領家は対立状況に至る。8月23日には山名祐豊が毛利軍による鳥取城救援を阻止するためか鳥取城の西方約1里にある因幡国高草郡徳吉に布陣し、気多郡の大坂城や宮吉城へ進攻する動きを見せたため、元就の指示により毛利方の田公氏を救援するため、元武・就武父子と伯耆衆の山田重直や小森久綱らが宮吉城に入城して徳吉の但馬山名軍に備えた。同年8月25日に元武と山田重直は毛利元就に援兵の派遣と鉄砲の供給を要請し、要請を受けた元就は元武・就武父子と山田重直の適切な処置を褒め、9月2日に伯耆八橋城から兵50～60人と鉄砲20～30挺を急派した。
同年9月28日に毛利元就、吉川元春、小早川隆景が連署して渡辺房と久芳賢直に内密の書状を送り、南条宗勝や就武、山田重直の心底についてが肝心の奥意であり、よくよく各々と相談する必要があると伝えている。
天正6年（1578年）7月24日、毛利輝元から17石の地を与えられる。
天正8年（1580年）、毛利輝元の備中出陣に就武も従軍したが、同年4月14日に宇喜多方の備前国人である伊賀久隆の虎倉城攻撃の途上の備前国児島郡下加茂において伊賀久隆の強襲を受け、毛利軍は先鋒部隊の将であった粟屋元信を始めとして児玉元房、井上元勝、奈古屋元賀（奈古屋清賀）、三戸元好、宇多田藤右衛門、山県三郎兵衛、足立十郎右衛門、斎藤左衛門尉ら40人余りが討ち取られる大敗を喫した（加茂崩れ）。この時の撤退戦において就武は敵方に引き返して戦い、戦死した。
就武の戦死に伴い、弟の小寺元賢が小寺元武の後継となった。